# حفرة نابية
الحفرة النابية (بالإنجليزية: Canine fossa)‏ في التشريح العضلي الهيكلي للرأس والرقبة هو هبوط على الجهة الوحشية للحفرة القاطعة، وهو أكبر وأعمق مقارنة بالحفرة القاطعة ومفصول عنها بواسطة حافة عامودية. الحفرة النابية تعطي منشأ للعضلة الرافعة لزاوية الفم.